# Cephalodesmius laticollis
Cephalodesmius laticollis là một loài bọ cánh cứng trong họ Bọ hung (Scarabaeidae).